# Bouafle
Bouafle – miejscowość i gmina we Francji, w regionie Île-de-France, w departamencie Yvelines.
Według danych na rok 1990 gminę zamieszkiwały 2013 osoby, a gęstość zaludnienia wynosiła 291 osób/km² (wśród 1287 gmin regionu Île-de-France Bouafle plasuje się na 485. miejscu pod względem liczby ludności, natomiast pod względem powierzchni na miejscu 556.).